# Йозеф Стефан
Йозеф Стефан (нім. Joseph Stefan; 24 травня 1835, Санкт-Пельтен — 7 січня 1893, Відень) — австрійський фізик і математик. Член Австрійської академії наук (1865).

## Біографія
Стефан народився в Санкт-Пельтені в сім'ї етнічних словенців. Закінчив гімназію в Клагенфурті і подумував про вступ до орден бенедиктинців, однак вирішив займатися фізикою та математикою і вступив до Віденського університету, який закінчив у 1857 році. Згодом викладав в університеті (з 1863 — професор кафедри вищої математики і фізики), був директором Інституту експериментальної фізики (з 1866), ректором університету (1876 — 1877 рр. ), віце-президентом Австрійської академії наук.
Ім'я Стефана носить найбільший дослідний інститут в Словенії.
Зображено на австрійській поштовій марці 1985 року.

## Наукова діяльність
Відомий своїми роботами по різних областях фізики — кінетичної теорії газів, теорії теплового випромінювання, оптиці, акустиці, електромагнетизм у та ін. Вивчав дифузію і теплопровідність газів, отримав коефіцієнти теплопровідності багатьох з них. В 1879 році шляхом вимірювання тепловіддачі платинового дроту при різних температурах, встановив пропорційність випромінюваної нею енергії четвертого ступеня абсолютної температури. Використовуючи цю закономірність, вперше дав достовірну оцінку температури поверхні Сонця — близько 6000 градусів. Теоретичне обґрунтування цього закону, відомого як закон Стефана — Больцмана, було дано в 1884 році учнем Стефана Людвігом Больцманом.
Закон Стефана-Больцмана дає залежність енергії випромінювання з одиниці площі поверхні в одиницю часу від ефективної температури тіла, що випромінює.
У математиці відомі задача Стефана і зворотна задача Стефана з рухомої кордоном в теорії диференціальних рівнянь з частковими похідними.

## Загальний вигляд
Загальна енергія теплового випромінювання визначається як:
{\displaystyle F=\sigma T^{4}\,\!},
де {\displaystyle F} — потужність на одиницю площі поверхні випромінювання, а
{\displaystyle \sigma ={\frac {2\pi ^{5}k^{4}}{15c^{2}h^{3}}}\simeq 5,6704\cdot 10^{-8}} Вт/(м²·К4) — стала Стефана—Больцмана.

## Доведення закону
Інтенсивність випромінювання енергії абсолютно чорним тілом в залежності від частоти випромінювання визначається законом Планка як:
{\displaystyle B(\nu ,T)={\frac {2h\nu ^{3}}{c^{2}}}{\frac {1}{e^{\frac {h\nu }{kT}}-1}},}
де
- {\displaystyle B(\nu ,T)d\nu \,} становить кількість випроміненої енергії з одиниці площі поверхні в одиницю часу в одиницю тілесного кута на частоті ν абсолютно чорним тілом з температурою T
- {\displaystyle h\,} — стала Планка
- {\displaystyle c\,} — швидкість світла
- {\displaystyle k\,} — стала Больцмана.

Потік випромінювання визначається через інтенсивність як {\displaystyle F(\nu ,T)=\pi B(\nu ,T)}.
Відповідно, щоб визначити повну енергію випромінену на всіх частотах, потрібно проінтегрувати вираз для потоку випромінювання в межах всіх можливих значень частоти:
{\displaystyle F(T)=\int _{0}^{\infty }\pi B(\nu ,T)d\nu =\int _{0}^{\infty }{\frac {2\pi h\nu ^{3}}{c^{2}}}{\frac {1}{e^{\frac {h\nu }{kT}}-1}}d\nu ={\frac {2\pi h}{c^{2}}}\left({\frac {kT}{h}}\right)^{4}\int _{0}^{\infty }{\frac {x^{3}}{e^{x}-1}}dx,}
де виконано заміну змінної інтегрування {\displaystyle \nu ={\frac {kTx}{h}}} й відповідно {\displaystyle d\nu ={\frac {kT}{h}}dx}.
Отриманий інтеграл є табличним й дорівнює {\displaystyle {\frac {\pi ^{4}}{15}}}, тому:
{\displaystyle F(T)={\frac {2h\pi ^{5}}{15c^{2}}}\left({\frac {kT}{h}}\right)^{4}={\frac {2\pi ^{5}k^{4}}{15c^{2}h^{3}}}T^{4}=\sigma T^{4},}
де {\displaystyle \sigma \,} є сталою Стефана-Больцмана